# Rajadanu
Rajadanu is een bestuurslaag in het regentschap Kuningan van de provincie West-Java, Indonesië. Rajadanu telt 2429 inwoners (volkstelling 2010).